# Törpefalva
Törpefalva (Zăvoiu) település Romániában, a Partiumban, Bihar megyében.

## Fekvése
Magyarcsékétől délkeletre, Dusafalva és Kerekesfalva közt fekvő település.

## Története
Törpefalva nevét 1508-ban említette először oklevél Therpefalwa néven.
1808-ban Terpesty, 1888-ban Kisterpest, 1913-ban Törpefalva néven írták.
1910-ben 422 lakosából 10 magyar, 412 román volt. Ebből 12 görögkatolikus, 402 görögkeleti ortodox volt.
A trianoni békeszerződés előtt Bihar vármegye Magyarcsékei járásához tartozott.